# Saint-Martin-Terressus
Saint-Martin-Terressus är en kommun i departementet Haute-Vienne i regionen Nouvelle-Aquitaine i västra Frankrike. Kommunen ligger i kantonen Saint-Léonard-de-Noblat som tillhör arrondissementet Limoges. År 2022 hade Saint-Martin-Terressus 580 invånare.

## Befolkningsutveckling
Antalet invånare i kommunen Saint-Martin-Terressus
| Referens: INSEE |